# Rajd Wisły 1982
Rajd Wisły 1982 – 30. edycja Rajdu Wisły. Był to rajd samochodowy rozgrywany od 8 do 10 października 1982 roku. Była to trzecia runda Rajdowych Samochodowych Mistrzostw Polski w roku 1982. Rajd składał się z dwudziestu sześciu odcinków specjalnych (dwadzieścia jeden rozegrano), jednej próby górskiej i jednej próby wyścigowej. Został rozegrany na nawierzchni asfaltowej. Zwycięzcą rajdu został Marian Bublewicz.

## Wyniki końcowe rajdu[1][2]
| Miejsce | Kierowca             | Pilot                  | Samochód              | Czas      | Strata   | Grupa Klasa |
| ------- | -------------------- | ---------------------- | --------------------- | --------- | -------- | ----------- |
| 1       | Marian Bublewicz     | Janusz Wojtyna         | Opel Kadett GT/E      | 1:02:44.3 | -        | II/9-15     |
| 2       | Andrzej Koper        | Włodzimierz Krzemiński | Renault 5 Alpine      | 1:03:10.3 | +26.0    | II/8        |
| 3       | Adam Polak           | Zbigniew Kabulski      | FSO Polonez 2000      | 1:05:00.2 | +2:15.9  | II/9-15     |
| 4       | Lesław Orski         | Stanisław Hałasa       | Renault 5 Alpine      | 1:05:21.0 | +2:36.7  | II/8        |
| 5       | Andrzej Kleina       | Krzysztof Gęborys      | Opel Kadett GT/E      | 1:08:44.9 | +6:00.6  | II/9-15     |
| 6       | Wiktor Polak         | Marcin Osiowski        | Talbot Sunbeam TI     | 1:09:43.4 | +6:59.1  | I/8         |
| 7       | Janusz Szerla        | Andrzej Orłowski       | Polski Fiat 126p 650  | 1:13:04.7 | +10:20.4 | II/1-3      |
| 8       | Jerzy Kobyliński     | Krzysztof Godwod       | Renault 5 Alpine      | 1:13:14.3 | +10:30.0 | I/8         |
| 9       | Grzegorz Malinowski  | Marek Pawłowski        | Polski Fiat 125p 1500 | 1:13:45.4 | +11:01.1 | I/8         |
| 10      | Stanisław Skrzynecki | Jerzy Substyk          | Polski Fiat 125p 1500 | 1:14:34.2 | +11:49.9 | I/8         |